# Antônio Alves de Carvalhal
Antônio Alves de Carvalhal (Santo Amaro, 1846 - 16 de junho de 1880) foi um jurista, jornalista e escritor brasileiro.

## Biografia
Era filho de João Teles de Carvalhal e de Cândida Maria de Carvalhal; quando jovem foi colega de Castro Alves e, como este, estudou Direito no Recife.
Ainda estudante em 1866 publicou um volume de poesias, intitulado Lésbia, que foi prefaciado por seu colega e amigo Plínio de Lima.
Após formado exerceu a função de promotor público na cidade baiana de Itapicuru; de volta a Santo Amaro ali exerce a advocacia, e também as funções públicas de curador dos órfãos e auxiliar da promotoria.
Colaborou em diversos jornais, tanto da Bahia quanto do Rio de Janeiro, então capital imperial, nos quais publicou ainda várias poesias e crônicas que eram reproduzidas por periódicos provinciais.
Carvalhal morreu na cidade natal, vítima de afecção nos rins, aos trinta e quatro anos.